# Betty Scott
Betty Marie Scott, coniugata Edgley (Tonkawa, 19 aprile 1941), è un'ex cestista statunitense.

## Carriera
Vinse la medaglia d'oro con gli Stati Uniti ai Giochi panamericani di San Paolo 1963.